# Morkmay
Morkmay es un distrito de la provincia de Xiangkhoang, Laos. A 1 de marzo de 2015 tenía una población censada de 14 297 habitantes.
Se encuentra ubicado en la zona montañosa del noreste del país, cerca del río Nam Ngum —un afluente del Mekong— y de la frontera con Vietnam.